# Sim Cain
Sim Cain (Pseudônimo de Simeon Cain McDonald, 31 de julho de 1963) é um baterista estadunidense, mais conhecido por seu trabalho na Rollins Band de 1987 a 2000. O crítico Michael Azerrad, descreve o estilo de Cain como sendo "brutal, mas bem elaborado, o que o torna positivamente eletrificante".

## Biografia
Sim Cain nasceu em Londres, mas mudou-se para Princeton, em Nova Jérsei, aos três anos de idade.
Uma de suas primeiras bandas foi um grupo instrumental chamado Regressive Aid, mas, no começo, Cain só conseguiu atenção ao entrar na banda Gone, de Greg Ginn, que nada mais era do que outro grupo instrumental. O verdadeiro sucesso mesmo, o mainstream, se deu quando ele ingressou à Rollins Band, sendo que o grupo conseguiu bastante sucesso na MTV com músicas como "Low Self Opinion" e "Liar", ambas lançadas durante os anos 90.
Cain também gravou com artistas como David Poe, Marc Ribot e David Shea, além de ser um membro regular no Terraplane Group, uma banda fundada por Elliott Sharp, mais voltada para o blues. Em 2004, ele apareceu também no álbum "Quebec" da banda Ween. Em 1999, ele foi membro da The J. Geils Band, em uma turnê de reunião da banda. Já pelos anos 2000, ele apareceu regularmante tocando ao lado de Hubert Sumlin.
Em 2008, Sim apareceu tocando regularmente com a Billy Hector Band, uma banda de blues de Nova Jérsei.